# Magic Man (Jackson Wang)
Magic Man è il secondo album in studio del cantante hongkonghese Jackson Wang, pubblicato il 9 settembre 2022.

## Antefatti
«Penso [che Magic Man] sia la forma finale. Poiché ho vissuto tutte queste vicissitudini attorno a me in ogni modo possibile... Ne ho passate talmente tante, cose delle quali la gente sa e cose delle quali non sa. È come combattere tutto questo, ma sono i diversi stadi del combattimento e, alla fine, sono diventato questo aggettivo di un sentimento, questa immagine astratta di Magic Man. [...] Penso che Magic Man sia, per tutti, la forma finale di se stessi, dell'aver combattuto tutto quanto. La solitudine, la tristezza, gli ostacoli. Devi solo combatterli e vincerli ed essere te. E a quel punto sei Magic Man. [...] Il messaggio è che tutti attraversano certe cose, tutti hanno i loro problemi. A volte va bene dire che non si sta bene. E si può risolvere, si può conquistare, si può essere il Magic Man, quella forma finale di te stesso.»

— Jackson Wang intervistato da Rolling Stone India, settembre 2022
I preparativi del secondo album di Wang iniziano nella primavera del 2020 con l'obiettivo di pubblicarlo entro fine anno. Tra il 2020 e il 2021, il cantante ha un crollo mentale, durante il quale inizia a sentirsi perso, non sa chi sia e cosa stia facendo, e pensa di non essere bravo abbastanza o di non star lavorando a sufficienza. Dopo un anno e mezzo, inizia a uscirne confidando per la prima volta i suoi problemi agli amici, e la sensazione di rinascita lo porta a decidere di lasciarsi alle spalle il proprio sé precedente, come persona e artista, e ricominciare da capo, volendo mostrare al pubblico un lato più onesto, buono o brutto che fosse. L'uscita del disco viene spostata ad agosto 2021, poi all'autunno dello stesso anno, e rimandata ulteriormente dopo aver deciso di eliminare otto canzoni e rifare tutto da capo. La pubblicazione, fissata al 9 settembre 2022, viene annunciata il 29 luglio insieme ai titoli delle tracce.
Il burnout attraversato fa da ispirazione alla maggior parte del disco, che tratta di intraprendere un viaggio di esplorazione e ricerca del nuovo sé, presentando l'attuale persona di Jackson Wang. Il titolo viene annunciato nei titoli di coda del video musicale di Drive You Home, singolo pubblicato il 29 luglio 2021, accompagnato dal sottotitolo "The longer the night lasts, the more our dreams will be" ("Più sarà lunga la notte, più saranno i nostri sogni"). Il 26 aprile 2022 viene sostituita e creata l'ultima canzone dell'album, del quale il cantante ha deciso l'intera direzione, oltre a partecipare alla scrittura di tutti i testi e le musiche. Le sessioni di registrazione delle canzoni sono durate un'ora e mezza, durante le quali Wang ha seguito il proprio istinto, senza puntare alla perfezione e curarsi troppo della parte tecnica, ma concentrandosi, invece, sul trasmettere i testi.

## Descrizione
Nella realizzazione di Magic Man, Wang è stato ispirato, tra gli altri, da Inception e dal non voler dare un'interpretazione definita dell'arte, lasciando a ognuno la possibilità di elaborare le proprie teorie, e dalla crudezza di Prince, la cui Corvette rossa di Little Red Corvette compare nel testo di Drive it You Like You Stole it; le performance sono invece ispirate all'arte moderna e alla danza contemporanea.
Magic Man esplora tre diverse persone in un processo di analisi e accettazione delle proprie emozioni: la prima è identificata dall'elemento del fuoco e dal colore rosso, simbolo di tentazione e follia; la seconda è identificata dall'acqua e dal colore blu, e rappresenta un mondo di ghiaccio nel quale si ritrova la calma; la terza e ultima persona è identificata dal colore grigio, e rappresenta vuoto, solitudine e silenzio. In un'intervista con Rolling Stone India, Wang ha paragonato il disco al viaggio che l'ha portato "dal diventare quasi pazzo all'essere la versione finale di me. Come abbia sconfitto la pazzia, abbia usato quella pazzia come fonte di energia, cercando di sfondare, distruggere gli ostacoli".
La prima persona viene presentata il 31 marzo 2022 con la pubblicazione del singolo digitale Blow, che apre il disco. Il brano richiama il rock degli anni Novanta e bilancia suoni analogici e digitali, oltre a combinare percussioni dure e riff di chitarra distorti nel ritornello, creando un'atmosfera ubriaca. L'intensità sonora è abbinata a una vocalizzazione roca durante tutta la canzone. Blow parla di un amore proibito, "fugace ma ardente", nel quale il cantante si fa attirare dal magnetismo di una sconosciuta, pur consapevole del pericolo. Il video musicale, diretto da Daniel Cloud Campos e pubblicato in contemporanea, presenta un'atmosfera steampunk, con corsetti e maniche a sbuffo, paragonata a Dorian Gray e Bridgerton: Wang e un gruppo di festaioli, svenuti sul pavimento, inalano una sostanza fumogena sconosciuta e, quando riprendono conoscenza, iniziano a ballare in uno stato di trance.
La seconda traccia di Magic Man, Cruel, viene eseguita per la prima volta sul palco del Coachella il 16 aprile 2022 e poi pubblicata come singolo il 29 luglio. In conferenza stampa, Wang ha definito il suono grezzo del brano "la rappresentazione perfetta della storia distorta e deformata che sto cercando di svelare. È l'opus di una sinfonia selvaggia ma bellissima", e dichiarato che avesse impostato la direzione del disco in termini di narrativa e suono. Di genere pop-rock e grunge-pop, con riff di chitarra distorti, Cruel racconta di una relazione elettrizzante, rafforzando la dipendenza cantata in Blow.
Champagne Cool parla della realtà del mondo dell'intrattenimento, usando lo champagne come metafora di una realtà torbida, passando dalla batteria alla chitarra, con un pre-ritornello dai ritmi simili al jive, mentre Go Ghost racconta di abbandonare una relazione tossica. In Drive it Like You Stole it canta del fascino della celebrità, iniziando con un beat pop-rock sostenuto dal basso; Come Alive è un misto di jazz e rock in cui Wang adora e implora la propria partner. Just Like Magic mescola influenze rock e reggae hip hop; seguono All The Way, una richiesta di aiuto, e Dopamine, che approfondisce il bisogno di raggiungere la felicità e l'appagamento. Il disco è chiuso da Blue, un brano nel quale, accompagnato da accordi di chitarra e dall'arrangiamento nitido delle percussioni, canta di sentirsi fiducioso nonostante la tristezza.

## Accoglienza
| Recensione | Giudizio |
| ---------- | -------- |
| Clash      | 8/10     |
| NME        |          |

Jennifer Zhan di Vulture ha commentato che il disco, "costellato di riferimenti ad alcol, sigarette e relazioni complicate", fosse permeato dal tumulto emotivo e ha complimentato le sperimentazioni attuate da Wang con la sua voce, che da una traccia all'altra passa da note basse e roche al falsetto. Franchesca Judine Basbas di Bandwagon ha descritto il nuovo suono come "molto più grandioso, drammatico e appassionato" rispetto all'hip hop rumoroso e audace delle prime uscite di Wang che tutti si aspettavano, osservando che Magic Man fosse l'apice dello stile tra synthwave e rock alternativo consolidato nel corso del 2021 e concludendo che il cantante sapesse esattamente come usare la sua voce.
Consequence of Sound ha definito il disco "magnificamente drammatico e indulgente". Per Nandini Iyengar di Bollywood Hungama, ascoltare Magic Man dà la sensazione di ricevere un abbraccio e parole di conforto grazie al suono più sfumato e maturo trovato da Wang dopo più di un anno di scoperta di sé, concludendo che fosse riuscito a dimostrare il proprio talento, condividere un messaggio motivazionale e tracciare una strada per ulteriori sperimentazioni. Riddhi Chakraborty di Rolling Stone India ha paragonato Wang a un camaleonte, sia per le diverse sonorità dell'album –  che le hanno ricordato gli Arctic Monkeys, gli Arcade Fire e i Queens of the Stone Age – sia per le tecniche vocali utilizzate.
Per Tanu I. Raj di NME, il cantante è riuscito a dimostrare la propria crescita mescolando influenze musicali vecchie e nuove, affermando che i momenti migliori fossero quelli in cui Wang combinava un atteggiamento cool e disinvolto a una giocosità che lo faceva avvicinare all'"uomo magico" del titolo. Ha scelto Champagne Cool come il brano migliore, ma trovato che la conclusione fosse un po' debole, specialmente in All The Way e Blue.
Magic Man è figurato nella rubrica Editor's Choice di settembre 2022 di IZM, per la quale Son Gi-ho ha scritto "Il timbro di un artista globale sbocciato tra infinite ansie e preoccupazioni", consigliando Drive it Like You Stole it, Come Alive e Blue.
Il video musicale di Blow è stato inserito da Bandwagon tra i migliori video musicali della prima metà del 2022. L'album è figurato tra i 15 migliori album pop dell'anno secondo Pop Crush e tra i migliori 10 per The Associated Press. In un'analoga lista stilata da Bandwagon è stato definito "grande, drammatico e seducente".

## Tracce
1. Blow – 2:43 (Cameron Bartolini, Jack Samson, Jackson Wang, LeeLee, Patrick "J. Que" Smith)
2. Cruel – 3:15 (Cameron Bartolini, Jack Samson, Jackson Wang, Kyle A Thornton, Louis Bartolini, Roland Gajate Garcia)
3. Champagne Cool – 2:42 (Cameron Bartolini, Jack Samson, Jackson Wang, Louis Bartolini, Patrick "J. Que" Smith)
4. Go Ghost – 2:20 (testo: Dru Decaro, Jackson Wang, Louis Bartolini, Powers Pleasant, William Schultz – musica: Dru Decaro, Jackson Wang, Louis Bartolini, Powers Pleasant)
5. Drive it Like You Stole it – 3:00 (Diederik van Elsas, Jackson Wang, Parrish Warrington, Rook Monroe)
6. Come Alive – 2:52 (Cameron Bartolini, Chris Miles, Jack Samson, Jackson Wang, LeeLee, Louis Bartolini)
7. Just Like Magic – 2:31 (Cameron Bartolini, Jackson Wang, Louis Bartolini, Molly Lewis, Myles Bell, Ryan Alexander Short)
8. All the Way – 2:05 (Elijah Noll, Jackson Wang, Jon Bellion, Martin Coogan, Pete Nappi)
9. Dopamine – 3:11 (Adam Korbesmeyer, Jackson Wang, Jerry "JL" Lang II, Michael Matosic, Olivia Waithe)
10. Blue – 2:39 (testo: Benjamin Shubert, Chase Copley, Jackson Wang, Jeremy Michael Schmetterer, Kashif Hassan Khan, Steven Haddad, Tristan "Tito" Seccuro – musica: Benjamin Shubert, Chase Copley, Jackson Wang, Jeremy Michael Schmetterer, Kashif Hassan Khan, Noah Gabe Morayniss, Steven Haddad, Tristan "Tito" Seccuro)

Durata totale: 27:18

## Successo commerciale
Magic Man ha debuttato in posizione 15 sulla Billboard 200 negli Stati Uniti d'America, entrando anche in terza posizione sulla Top Album Sales Chart e sulla Top Current Album Sales Chart.
In Corea del Sud, dove è uscito fisicamente il 6 ottobre 2022, ha esordito quinto sulla Circle Weekly Album Chart con 62 000 copie vendute. La settimana successiva il disco ha venduto altre 21 246 unità, arrivando a fine mese a 83 871.
Secondo la Hanteo Chart, ha venduto 161 244 copie in Corea del Sud nel mese di ottobre.

## Classifiche
| Classifica (2022)     | Posizione massima |
| --------------------- | ----------------- |
| Corea del Sud         | 5                 |
| Stati Uniti d'America | 15                |

## Riconoscimenti
- American Advertising Award[45][46]
  - 2023 – Vincitori d'oro: Miglior produzione virtuale per il video musicale di Come Alive
  - 2023 – Vincitori d'oro: Miglior produzione virtuale per il video musicale di Cruel
  - 2023 – Vincitori d'oro: Miglior CG per il video musicale di Come Alive
  - 2023 – Vincitori d'oro: Miglior CG per il video musicale di Cruel
  - 2023 – Il meglio dei vincitori: Miglior produzione virtuale per il video musicale di Cruel

- Asian Pop Music Award[47][48]
  - 2022 – Venti migliori album dell'anno (Cina)
  - 2022 – Candidatura a Miglior album dell'anno (Cina)
  - 2022 – Candidatura a Canzone dell'anno (Cina) per Blow
  - 2022 – Candidatura a Miglior video musicale dell'anno (Cina) per Cruel

- Wave Music Award[49][50][51]
  - 2023 – Miglior album pop
  - 2023 – Candidatura a Canzone dell'anno per Blow
  - 2023 – Candidatura a Miglior produzione (album)
  - 2023 – Candidatura a Miglior arrangiamento (canzone) per Blue
  - 2023 – Candidatura a Miglior video musicale per Blow

## Date di pubblicazione
| Regione               | Data             | Formato                                 | Etichetta                                      |
| --------------------- | ---------------- | --------------------------------------- | ---------------------------------------------- |
| Stati Uniti d'America | 9 settembre 2022 | CD · LP · download digitale · streaming | Team Wang Records · 88 Rising · Warner Records |
| Canada                | 9 settembre 2022 | CD · download digitale · streaming      | Team Wang Records · 88 Rising · Warner Records |
| Resto del mondo       | 9 settembre 2022 | Download digitale · streaming           | Team Wang Records · 88 Rising · Warner Records |
| Resto del mondo       | 6 ottobre 2022   | CD                                      | Team Wang Records · 88 Rising · Warner Records |